# Episinus punctisparsus
Episinus punctisparsus là một loài nhện trong họ Theridiidae.
Loài này thuộc chi Episinus. Episinus punctisparsus được Hajime Yoshida miêu tả năm 1983.